# Taaba
Taaba is een bestuurslaag in het regentschap Belu van de provincie Oost-Nusa Tenggara, Indonesië. Taaba telt 701 inwoners (volkstelling 2010).